# George Eden
George Eden, 1.er conde de Auckland, GCB (Beckenham, 25 de agosto de 1784 - Hampshire, 1 de enero de 1849), fue un noble y político del Reino Unido, que desempeñó el cargo de gobernador general de la India (1836-1842).

## Biografía
Segundo hijo de William Eden, 1.er Barón Auckland, estudió en Christ Church licenciándose en derecho en 1809. Tras la muerte de su padre en 1814, se convirtió en el 2.º barón Auckland, a causa de la prematura muerte de su hermano mayor en aguas del río Támesis en 1810. Lord Auckland ocupó el asiento de su padre en la Cámara de los Lores, apoyando al partido reformista. Su hermana fue la aventurera y escritora Emily Eden, quien viajó a la India durante largos periodos y escribió sobre sus experiencias.
En 1830 fue nombrado presidente de la Cámara de Comercio y de la Casa de la Moneda. En 1834 y 1835 fue nombrado primer lord del Almirantazgo. Dio permiso a William Hobson para partir hacia las Indias Orientales, hecho por el que éste decidió honrarle llamando a la nueva ciudad que fundó como Auckland en 1840. La ciudad de Eden, en Nueva Gales del Sur, también honra su memoria.
En 1835 Lord Auckland recibió el nombramiento como gobernador general de la India. Como legislador, se dedicó especialmente a la mejora de las escuelas nativas y a la expansión de la industria comercial de la India.
En 1838 Lord Auckland tuvo que afrontar la primera guerra anglo-afgana. Por sus primeras acciones durante esta guerra, recibió el título de conde de Auckland.
En 1842 cedió el puesto de gobernador general a Lord Ellenborough y regresó a Inglaterra. En 1846 volvió a ser nombrado primer lord del Almirantazgo, cargo que ocupó hasta su muerte el 1 de enero de 1849.
- Datos: Q335224
- Multimedia: George Eden, 1st Earl of Auckland / Q335224